# Tierra Blanca (Costa Rica)
Tierra Blanca es el octavo distrito del cantón de Cartago, en la provincia de Cartago, de Costa Rica.

## Historia
Tierra Blanca fue creado el 5 de diciembre de 1919 por medio de Decreto Ejecutivo 22.
105 años este 2024.

## Ubicación
Se ubica a 7km al norte de la ciudad de Cartago. Este distrito se encuentra sobre las faldas del volcán Irazú.

## Geografía
Tierra Blanca cuenta con un área de 12,8 km² y una altitud media de 2080 m s. n. m.

## Demografía
Para el año 2022, Tierra Blanca cuenta con una población estimada de 4635 habitantes, y para el último censo efectuado, en 2011, Tierra Blanca contaba con una población de 5103 habitantes.

## Religión
Tierra Blanca es un pueblo con una fuerte tradición religiosa, donde el 97 % de su población profesa la fe cristiana católica, el 2 % la cristiana evangélica y el 1 % otras creencias.

## Localidades
- Poblados: Cuesta de Piedra, Misión Norte, Misión Sur, Ortiga, Rodeo, Sabanilla, Sabanillas, Santísima Trinidad, y sus barrios como San Ramón, El Alto, Calle Lázaro, Santa Eduviges, El Pueblito, La Sanabria entre otros.

## Economía
Su actividad económica es fundamentalmente agropecuaria, con el cultivo y la comercialización de papas, cebollas y zanahorias, con alguna producción de fresas.

## Turismo
Tierra Blanca ofrece diversas atracciones turísticas, entre la que se encuentra:
- Parque Prusia: área natural recreativa, que pertenece al Parque nacional Volcán Irazú.

## Transporte

### Carreteras
Al distrito lo atraviesan las siguientes rutas nacionales de carretera:
- Ruta nacional 401